# Barrowby
Barrowby – wieś w Anglii, w hrabstwie Lincolnshire, w dystrykcie South Kesteven. Leży 37 km na południe od Lincoln i 162 km na północ od Londynu.